# Marnes-la-Coquette
Marnes-la-Coquette (pronunciado /maʁnə la kokɛt/) es una comuna (municipio) de Francia, en la región de Isla de Francia, departamento de Altos del Sena, en el distrito de Boulogne-Billancourt y en el cantón de Chaville.
Su población municipal en 2007 era de 1 696 habitantes. 
No está integrada en ninguna Communauté de communes.

## Demografía
| 180 | 196 | 178 | 172 | 322 | 271 | 314 | 279 | 302 | 355 | 363 | 304 | 303 | 341 | 358 | 338 | 353 | 450 | 404 | 416 | 559 | 675 | 856 | 740 | 853 | 1 197 | 1 660 | 1 697 | 1 646 | 1 632 | 1 594 | 1 519 | 1 696 |
| Para los censos de 1962 a 1999 la población legal corresponde a la población sin duplicidades (Fuente: INSEE [Consultar]) |     |     |     |     |     |     |     |     |     |     |     |     |     |     |     |     |     |     |     |     |     |     |     |     |       |       |       |       |       |       |       |       |